# トニー・コンラッド
トニー・コンラッド（Tony Conrad、1940年3月7日 - 2016年4月9日）は、アメリカ合衆国の作曲家、ヴァイオリニスト、映像作家、俳優、教員。

## 経歴
1940年3月7日、ニュー・ハンプシャー州コンコードに生まれる。1962年にハーヴァード大学を卒業したのち、ニューヨークへ移り住む。
1960年代、ジョン・ケイルらと共にシアター・オブ・エターナル・ミュージックの一員として活動し、ドローン・ミュージックを創造した。1973年、ファウストとの共作によるアルバム『Outside the Dream Syndicate』をリリースする。
1976年以降、バッファロー大学にて教鞭を執った。1993年、映画『The Genius』に出演する。1995年、『Slapping Pythagoras』をリリースする。
前立腺癌との闘病生活を続けた末、2016年4月9日、ニューヨーク州郊外の町、チークタワーガにて死去。76歳没。

## 主なディスコグラフィ

### アルバム
- Outside the Dream Syndicate (1973年) ※ファウストとの共作
- Slapping Pythagoras (1995年)
- The Japanese Room at La Pagode / May (1995年) ※ガスター・デル・ソルとのスプリット・シングル
- Four Violins (1964) (1996年)
- Early Minimalism Volume One (1997年)
- Inside the Dream Syndicate Volume I: Day of Niagara (2000年) ※1965年録音。with ジョン・ケイル、アンガス・マクリーズ、ラ・モンテ・ヤング、マリアン・ザジーラ
- Fantastic Glissando (2003年)
- Joan of Arc (2006年) ※1968年録音
- An Aural Symbiotic Mystery (2006年) ※with シャルルマーニュ・パレスタイン
- Taking Issue (2009年) ※with ジェネシス・P・オリッジ
- XXX Macarena (2010年) ※with ユタ・クータ、ジョン・ミラー
- Ten Years Alive on the Infinite Plain (2017年)[11]

## フィルモグラフィ

### 長編映画
- The Genius (1993年) - 出演

### 短編映画
- The Flicker (1965年) - 監督
- The Invasion of Thunderbolt Pagoda (1968年) - 出演
- Straight and Narrow (1970年) - 監督